# Chrysosoma confusum
Chrysosoma confusum är en tvåvingeart som beskrevs av Octave Parent 1932. Chrysosoma confusum ingår i släktet Chrysosoma och familjen styltflugor. Inga underarter finns listade i Catalogue of Life.